# Себрово (Волгоградская область)
Себрово — посёлок городского типа в составе городского округа город Михайловка Волгоградской области России.

## Название
Ойконим восходит к фамилии Себряков, так звали владельца земель Михаила Себрякова.

## География
Расположен в северо-западной части области, в лесостепи, в пределах Приволжской возвышенности, являющейся частью Восточно-Европейской равнины, на левом берегу реки Медведицы.
Осевая улица — Краснодарская, являющая часть федеральной автодороги Р-207. 

## История
В 1762 году Петром III издан указ: «Указом императора от 24 мая 1762 года по данным своей коллегии Всемилостивейше сие пожаловано за службу в вечное потомственное владение в Войске Донском пустопорожний Кобылянский юрт полковнику Михаилу Себрякову».  появляется селение, которое уже на карте конца XVIII века носит название слободы Михаила Себрякова. Помещик Себряков сначала поселился около нынешней деревни Староселье (Николаевки). Жители Николаевки были привезены сюда из Малороссийских земель. Это можно просмотреть по фамилиям старожилов Михайловки, например, Руденко, Кравченко, Шевченко, Савенко. Чтобы лучше освоить землю, помещик Себряков начал переселять из своих сел некоторые крестьянские семьи в другие места. Он выселил на юг от Сидор несколько семей. Эти семьи основали посёлок, который 6ыл назван Себряково, а потом стал называться Себрово.
В СССР населённый пункт входил в состав Михайловского района Сталинградской (Волгоградской) области, образовывал Себровский сельсовет. С 1954 года сельсовет был присоединён к Сидорскому сельсовету.
С февраля 1963 года город Михайловка перешёл в областное подчинение. Точные данные о дате передачи села в подчинение города отсутствуют, но на 1 января 1964 года Себрово в составе района не значится. С 1983 года Себрово становится рабочим посёлком в подчинении Михайловки.
Статус посёлка городского типа — с 1983 года.

## Население
| 1989  | 2002  | 2009  | 2010  | 2012  | 2013  | 2014  |
| ----- | ----- | ----- | ----- | ----- | ----- | ----- |
| 5114  | ↘4486 | ↘4192 | ↗4935 | ↘4931 | ↗4932 | ↘4922 |
| 2015  | 2016  | 2017  | 2018  | 2019  | 2020  | 2021  |
| ↗4924 | →4924 | ↗4926 | ↗4928 | ↘4926 | ↗4928 | ↘4820 |

## Транспорт
Расстояние до ближайшей железнодорожной станции Себряково 5 км.
Автобус с маршрутом 4, едет от остановки «Школа № 11», и останавливается возле Михайловской ЦРБ, на остановке «Поликлиника», останавливаясь со стороны КДЦ.